# Волгодонская переволока
Волгодонская переволока (Царицынский перевоз) — древний торговый и военный путь по кратчайшему расстоянию (около 70 километров) между Волгой и Доном на территории современной Волгоградской области, на котором грузы и корабли перетаскивались вручную или с помощью гужевого транспорта. Существовал с I тысячелетия нашей эры до 1952 года, когда транспортную связь между реками стал исполнять Волго-Донской канал.

## До XVI века
Активное использование переволоки началось с 900-х годов при возникновении Волжского торгового пути и судоходства на Волге, его основными участниками стали Русь в верховьях Волги, Волжская Булгария на Средней Волге, Хазария на волгодонском междуречье и нижней Волге, роль торговых агентов исполняли варяги и арабские купцы. Через переволоку была связь с Византией, для которой волгодонское междуречье было чрезвычайно важно, поэтому император Феофил оказал инженерную помощь хазарам в строительстве крепости Саркел на донской стороне пути в период с 829 по 842 годы:

Их места расселения простираются вплоть до Саркела, крепости хазар, в которой стоят триста таксеотов (наемных воинов), сменяемых ежегодно. «Саркел» же значает у них «Белый дом»; он был построен спафарокандидатом (придворный византийский титул) Петроной, по прозванию Каматир, так как хазары просили василевса Феофила построить им эту крепость. Ибо известно, что хаган и пех Хазарии, отправив послов к этому василевсу Феофилу, просили воздвигнуть для них крепость Саркел. Василевс, склонясь к их просьбе, послал им ранее названного спафарокандидата Петрону с хеландиями (вид парусного судна)  из царских судов и хеландии катепана Пафлагонии. Итак, сей Петрона, достигнув Херсона, оставил хеландии в Херсоне; посадив людей на транспортные корабли, он отправился к месту на реке Танаис, в котором должен был строить крепость. Поскольку же на месте не было подходящих для строительства крепости камней, соорудив печи и обжегши в них кирпич, он сделал из них здание крепости, изготовив известь из мелких речных ракушек— Император Константин Багрянородный. Трактат «Об управлении империей». Глава 41
К концу первого тысячелетия торговля нарушается из-за волн переселения печенегов (с 950-х годов), половцев (с 1100-х годов), завоевательного похода Батыя (1236—1243 годы). Движение по переволоке возрождается после монгольского завоевания, когда вся Волга оказалась под контролем улуса Джучи — Золотой Орды. В междуречье стали пересекаться три торговых пути с севера на юг: Дон, Волга, Ахтуба и путь с востока на запад — переволока как продолжение самой северной тропы Великого шёлкового пути. Этот фактор удобного торгового расположения был использован в 1260 году при закладке столицы Золотой Орды Сарай-Берке, поселений Мечётное городище и Бельджамен на берегу Волги, от них в расположенные севернее русские княжества шёл ногайский шлях. Закат волгодонской торговли начался с 1350-х годов, когда начался распад улуса Джучи, названный русскими летописцами «Великой замятней». В результате войн между собой Тохтамыша, Тамерлана, Мамая столица Сарай-Берке и другие волжские поселения погибли, торговля на волжском речном пути и переволоке угасла.. Волгодонское междуречье с 1440-х годов оказалось в центральном осколке Золотой Орды — Большой орде, а с 1540-х годов оказывается под властью более сильного ханства — Ногайской орды. Но это государство кочевников стало объектом завоеваний двух более сильных соседей — Русского государства и Крымского ханства, которые пытались в первую очередь контролировать переволоку и порты, откладывая завоевание степных кочевий на следующий этап интеграции новых территорий.

## XVI век
Возрождение торговли началось с 1556 года, когда верховья Волги и выход к Каспию опять оказались под единой властью теперь уже Русского государства после завоевания Астраханского ханства войсками Ивана Грозного. При организации военной охраны опять стал возможен провод каравана судов от Нижнего Новгорода до нового российского города — Астрахани, причём на всем этом пути не был брошен людьми только один город — Казань. Волжский торговый путь опять возродился, Московское княжество продавало в Астрахани лес, зерно, сукно, кожи, воск, мёд, а покупало соль, ткани, металлы (собственной добычи железа на нужды страны не хватало, а добычи цветных металлов не было совсем), ладан. Волга стала транзитной и для международной торговли, Англия искала пути торговли с Персией для покупки шёлка и специй в обход конкурентов — Испании и Португалии. Поэтому на географические карты переволок впервые попал в 1562 году на карту Русского Государства английского купца и дипломата Энтони Дженкинсона. На ней ещё нет Царицына, он будет основан через 27 лет в 1589 году, но на восточном берегу Волги есть неопознанное поселение «Meshet» (Мечеть), наиболее вероятно — Сарай-Берке у современного хутора Царев. На первой дошедшей до настоящего времени русской карте — Большом чертеже 1614 года царя Фёдора Годунова — переволок изображён уже вместе с Царицыном (написан как Царица).
Первую попытку преодолеть неудобный перешеек между реками в 1569 году предпринял султан Селим II, его великий визирь Мехмед Соколлу и крымский хан Девлет I Герай во время Русско-турецкой войны 1568—1570 годов. Османской империи канал был необходим для завоевания волжского торгового пути, контроля Казанского и Астраханского ханств. Контроль над волгодонским перешейком обеспечил бы туркам преимущества перед двумя врагами — Русским государством и империей Сефевидов в Каспийском регионе. Для реализации этой задачи турецкой стороной были собраны 15 000 сипахов и 2 000 янычар под командованием паши Касима, крымской — 5 000 всадников под личным командованием Девлет Герая. Вслед за войском шли 30 тысяч рабочих-землекопов из городов Кафа, Балаклава, Тамань, Мангуп, и летом 1569 года одновременно началась осада Астрахани и рытьё канала. В обоих случаях турки потерпели неудачу: осада была снята русским воеводой Серебряным-Оболенским и запорожским гетманом Михаилом Вишневецким, а после месяца земляных работ на Дону стало ясна нереальность постройки канала имеющимися силами и они были прекращены.
Назад в Крым разбитые турки шли без припасов и с вспышками эпидемиологических болезней, домой вернулось не более четверти от первоначальной численности.
Проезжавший через Кафу в феврале 1570 года русский посол в Турцию И. П. Новосильцев писал:

А в Азове — ныне наряду, которой был привезен для астораханского похода 3 пушки больших, а ядра у них поменьше головы человечьи, да под теми пушешек с 30 полковых, а стоят в городе; а старого наряду, сказывают, в Азове есть много, а лежит не в береженье. А запасу людцкого, муки и ячмени, в Азове добро было навожено много летось для астороханского походу. Да в Азове ж лежит запас, которым было делати перекоп з Дону на Волгу, лопат и заступов и топоров и просеков, всего 16 тысяч. А иной, деи, наряд, пушки, отвезены из Азова назад во Царьгород сего лета; а запас людской, муку и ячмень почали отвозити ….. в те корабли поклали муку и ячмень и повезли в Кафу, сказывают, продавати, а иной запас перегнил и лежит не в береженье.— Из донесений московского посла в Турции Ивана Петровича Новосильцева 1570 года. ЦГАДА, Турецкие посольские книги, № 2, лл. 67 об., 70 об.
Для усиления русского контроля над Волгой царь Фёдор Иоанович организовал цепь волжских караулов от Казани до Астрахани в 1589 году. Исполнение было возложено на воеводу Григория Засекина, с его «лёгкой руки» некоторые основанные им караулы стали теперь областными центрами Поволжья: Самара, Саратов, Царицын. Караул на острове Царицын (точно не установлен, вероятно Сарпинский или Голодный) контролировал также волжскую часть переволока, это было начало русского освоения междуречья. Кроме правительства, освоение междуречья велось казаками, которое до подавления булавинского восстания в 1709 году были вольным военно-разбойничьим сообществом.

От царя и великово князя Фёдора Ивановича всея Русии на Переволоку воеводам нашим князю Григорью Осиповичю Засекину да Роману Васильевичю Олферьеву, да Ивану Офонасьевичю Нащокину. Которые суды отпущены ис Казани на Переволоку для лесовой возки с вами, со князем Григорьем и Ываном, и как, даст бог, город и острог зделаете, и вы б у себя на Переволоке поставили для тутошних посылак ис тех судов сколько пригоже, которые для тутошних дел пригодятца, а лутчие бы естя суды отослали в Астрахань на наши обиходы астраханские. […] Писан на Москве лета 7079-го году июля во 2 день за приписью дьяка Дружины Петелина. — Разрядная книга. — М., 1966—2003. — С. 249—251.

## XVIII век
Вторую попытку соединения Волги и Дона каналом предпринял Пётр I в 1697—1701-х годах. Теперь уже Россия проводила экспансию на юг, наступая на турок и Крым. Два Азовских похода 1695 и 1696 годов достигли своей цели лишь частично, удалось выйти в Азовское море через порты Азов и Таганрог, но для преодоления керченского пролива и выхода в Чёрное море сил не хватило. Для тылового обеспечения нового похода было предпринято: землевладельцы для сбора денег на постройку кораблей азовской флотилии были принудительно объединены в кумпанства, молодые дворяне были отправлены за границу для обучения мореходному делу, на Дону были построены Воронежская и Паншинская верфи (которая построила первый корабль будущего черноморского флота России — «Крепость») и предпринята попытка прорыть канал Волго-Дон.
Для уменьшения объёма земляных работ возникла идея использовать русла рек Иловля, Грязновка, Камышенка, тогда кроме дноуглубительных работ на реках необходимо прокопать на суше канал длиной около 15 километров и шириной 27 метров. Голландский адмирал Корнелиус Крюйс исследовал местность и составил проект «Новая и правдивая карта о перекопе, чтобы из Дону или Танаиса кораблям Иловлею рекою до Камышенки и Камышенкою рекою в Волгу или Астраханскую реку в Каспийское море входить», который был послан в Парижскую академию наук и был там одобрен. По этому плану предполагалось построить 10 шлюзов и 4 плотины для повышения уровня воды Иловли и Камышенки. Работы начались в 1697 году под общим руководством начальника Казанского приказа князя Бориса Алексеевича Голицына, «главным инженером» в современных терминах был назначен немец Иоаганн Бреккель, который уже служил военным инженером в русских войсках во время Азовских походов. В 1698 году была прорыты 4 километра канала и на Камышенке был построен первый шлюз, но при его заполнении вода его разрушила. Бреккель тайно покинул стройку и уехал из России. Приглашённый новый инженер англичанин Джон Перри (который был замечен Петром во время пребывания Великого посольства в Лондоне) признал направление канала неправильным, и начал рыть новое русло с новой шириной 47 метров. С весны по позднюю осень на канале работало до 15.000 человек, и к 1702 году было прорыто 8 километров и построено несколько шлюзов. С началом Северной войны все силы страны были брошены на выход России к Балтийскому побережью и стройка прекращена. Первоначально планировалось в скором времени вернуться к строительству, но этого не произошло. В настоящее время (2016 год) в Камышинском районе Волгоградской области осталось два сухих русла каналов, северный Бреккеля и южный Перри. Напоминание о незавершённом проекте осталось в современной топографии — находящийся рядом город Петров Вал.

Сообщение между двумя названными большими реками, на пространстве около 140 русских миль, возможно посредством двух меньших рек, из коих одна называется Илавля и впадает в Дон, а другая Камышинка впадает в Волгу; на этих малых реках предполагалось устроить шлюзы, чтоб сделать эти речки судоходными, а также предполагалось, на протяжении около 4-х русских миль, по твердой земле прокопать канал в том месте, где эти две реки протекают на более близком расстоянии одна от другой. Такая работа, если б она пришла к окончанию, была бы весьма выгодною для владений Царя, особенно в случае войны с Турками, Крымскими Татарами, Персией, или с одной из стран, прибрежных к Каспийскому морю.
Работа эта, как уже сказано выше, была начата неким немцем, полковником Брекелем (Breckell); он был полковником в царской армии и считался очень хорошим инженером по части укреплений; но мало смысля дело, которое взял на себя, так неосновательно начертил план канала, что первый устроенный шлюз сорвало, то есть, он подался в основании и под запертыми воротами вода свободно протекла. Вследствие этого, с наступлением зимы, приехав в Москву, Брекель выхлопотал паспорт для одного из слуг своих, под предлогом отправки его за границу для необходимых покупок по части работ, да и сам с этим паспортом бежал из страны. Царь был об этом уведомлен вовремя пребывания своего в Англии, и потому соблаговолили, немедленно отправить меня, чтоб исследовать, насколько эта работа возможна, что и было исполнено мною в течение того же года. По возвращении Царя из-за границы в Москву, я представил ему чертеж и донесение, в котором излагал причины, вследствие коих работа Брекеля была неправильно задумана, и тем дал Царю о ней настоящее понятие. Его Величество благоволил приказать мне взять на себя исполнение этой работы и начать копать канал на новом месте, избранном мною как более удобном; так как тут при меньшем труде, легче было устроить шлюзы. Этою работою я занимался три года сряду, в течение летних месяцев, и потребовал 30,000 человек работников, но никогда не мог получить и половины этого числа, а в последний год не было прислано в мое распоряжение даже и 10,000 человек, не говоря о том, что всегда чувствовался недостаток в хороших мастерах и необходимом количестве материала. Касательно этого последнего обстоятельства, я каждую зиму, во время поездок моих в Москву, собственноручно подавал Царю список требуемого материала, особенно для постройки шлюзов; но в это время Царь потерпел поражение под Нарвой, и война со Шведами грозила надолго затянуться. Все это требовало и людей и денег. В конце 1701 года я получил приказание прекратить на время работу и оставить на месте одного из моих помощников, поручив ему наблюдать за тем, чтобы время и случайности не разрушили уже сделанного (некоторые шлюзы были почти окончены и канал в половину прокопан) — Джон Перри. «Состояние России при нынешнем царе. В отношении многих великих и замечательных дел его по части приготовлении к устройству флота, установления нового порядка в армии, преобразования народа и разных улучшений края». Чтения императорского Общества Истории и Древностей Российских. №1 1871 год. Перевод Дондуковой-Корсаковой

## XIX век
С началом индустриализации в Российской Империи с 1830-х годов была предпринята попытка оптимизации прохождения переволока без постройки канала, и она стала неудачной. С 10 апреля 1846 года заработала Дубовско-Качалинская железная дорога на конно-бычьей тяге. Строителем дороги выступило созданное в 1843 году акционерное общество «Компания железно-конной дороги между Волгой и Доном», смета строительства составила 372 тысячи рублей, его учредителями стали Дмитрий Васильчиков, Александр Сабуров и советник коммерции Николай Попов. Между посадом Дубовка Царицынского уезда Саратовской губернии и станицей Качалино Области Войска Донского проложено железнодорожное полотно длинной 62 версты 300 саженей (63 километра). Всего было задействовано 142 вагона, вмещавших до 200 пудов (3,2 тонны) груза каждый. Тут же выявилась ошибочность решения не доводить дорогу до берегов, донской конец ветки обрывался в 4 километрах, волжский в 350 метрах от берега, и владельцы грузов вынуждены были для преодоления этих участков фрахтовать фуры и дважды перегружать товар. Также во время непогоды склоны у берегов топило в грязи, и они становились непроходимы для гужевого транспорта. С 17 января по 1 ноября 1847 года было перевезено 682 000 пудов (около 11 тысяч тонн), а весь грузопоток между Волгой и Доном в этот год доходил до 6 миллионов пудов (92 тысяч тонн). Доход составил 18 697 рублей при расходах 63 700, и это без учёта погашения долгов за строительство. Акционеры пытались передать дорогу в государственную казну, но получили отказ. Дорога не выдержала конкуренции с обычными телегами и была распродана на металлолом в 1852 году, её остатки у хутора Спартак Дубовского района являются сейчас региональным памятником истории.
Неудача с Дубовско-Качалинской железной дорогой не остановила новую попытку пройти перешеек теперь уже Волго-Донской железной дорогой. В 1858 году нефтяной магнат Василий Кокорев, черноморский судовладелец Николай Новосельский и уже отличившийся при постройке Николаевской и Петербурго-Варшавской железной дороги инженер Павел Мельников стали учредителями акционерного общества. Новый проект учёл ошибки предшественника — локомотивами стали паровозы, а линии были подведены вплотную к берегами рек. Дорога была однопутной, с несколькими разъездами. Маршрут длиной 73 километра делился на 5 станций: Донская (Калач) — Кривомузгинская — Карповская — Крутая — Садовая — Волжская. В Царицын она зашла с юга вдоль реки Ельшанки с поворотом у волжского берега до станции «Волжская» — нынешних причальных стенок Волгоградского грузового порта в Ворошиловском районе, где был создан первый железнодорожный вокзал города. Руководить работами пригласили создателя Николаевской железной дороги инженера Валерьяна Панаева, основным подрядчиком купца Григория Гладина. Для постройки весной 1859 года были наняты около 2000 человек в Смоленской, Тверской и Вологодской губерниях. Уже во время плавания на баржах по Волге к месту стройки началось масштабное воровство продовольствия для питания рабочих, баржи остановились в Самаре из-за требований рабочих предоставить обещанный паёк. Воровство продолжилось и при строительстве, рабочие были поселены в степи в землянках, с очень плохим питанием, без соблюдения минимальных санитарных требований. За 1860 год с стройки сбежали 853 рабочих, около 500 умерло от начавшихся на стройке эпидемий холеры и чумы. В июне рабочие начали забастовку, но царицынский городничий Трескин велел пороть рабочих, сбежавших начали ловить и одного убили во время погони. Известия о беспорядках достигли Санкт-Петербурга, и император Александр II направил для разбирательства флигель-адъютанта Александра Рылеева, который признал правоту рабочих и жестокое обращение с ними. Следствие продолжил Юлий Арсеньев и отправил под суд городничего Трескина, исправника Дьяченкова и заседателя земского суда Наттера.
Открытие дороги состоялось 5 мая 1862 года. Бюджет стройки составил 4,8 миллиона рублей. Дорога к 1870 году вытеснила гужевой транспорт на переволоке, перевозя за 8 лет 13,3 миллиона пудов (212 тысяч тонн). Грузоперевозки ещё более увеличились, когда в 1900 году от станции Донская линия была продлена и связана с Екатерининской железной дорогой. В настоящее время (2016 год) исторический путь дороги сохранился в центре перешейка между реками с существующими в настоящее время станциями Кривомузгинская — Садовая — Крутая — Карповская Приволжской железной дороги. Станция Донская была затоплена Цимлянским водохранилищем в 1953 году, а станция Волжская ликвидирована после ВОВ во время перепланировки Сталинграда и переноса промышленных объектов из центра города, сейчас на её месте причал Волгоградского грузового порта в Ворошиловском районе.

## XX век
Стратегическое положение волгодонского перешейка как перекрёстка путей определило направление главного удара вермахта летом 1942 года во время ВОВ. Фронт Сталинградской битвы развернулся на сотни километров от Воронежа до окрестностей Астрахани, но именно захват волгодонского перешейка и Сталинграда отрезал бы Нижнее Поволжье от центральных областей СССР, особенно критична была связь остальной страны с каспийскими нефтяными месторождениями.
В СССР в правление Иосифа Сталина была развёрнута массовая программа индустриализации, одной из частей которой было возведение ряда судоходных каналов. Волгодонской канал начали строить в 1948 году, опираясь на опыт уже построенных Беломорканала (1933) и Московско-Волжского канала (1937), все три проекта разработал Гидропроект под руководством Сергея Жука. Руководителем стройки назначен бывший руководитель Дальстроя Карп Павлов, имевший опыт стройки больших объёмов в Магаданской области. Путь канала проложен от города Калач-на-Дону до Красноармейского района Сталинграда протяжённостью 101 километр, из них 45 километров проходит по Варваровскому, Береславскому и Карповскому водохранилищу. Канал делится на 13 шлюзов, перепад высоты между ними на пике составляет 88 метров. Кроме собственно канала были запроектированы Цимлянский гидроузел, Цимлянское водохранилище, Цимлянская ГЭС и оросительные каналы. На строительство были привлечены десятки тысяч людей, вместе с наёмным использовался также подневольный труд заключённых и военнопленных, которые, однако, имели в качестве поощрения за ударный труд досрочное освобождение и другие льготы.
Последним годом в истории древнего волгодонского переволока стал 1952, когда открыл свои шлюзы Волго-Донской канал. Прежде изолированный волгодонским перешейком от речных торговый путей России Дон стал звеном единой глубоководной транспортной системы, и отпала необходимость в перевалке грузов с речного на сухопутный транспорт. Канал украшен монументальными арками в стиле сталинского ампира. У выхода канала в Волгу был установлен огромный памятник Сталину. В процессе десталинизации он был заменён на памятник Ленину. В настоящее время (2016 год) канал ежегодно пропускает около 7000 судов и 12 миллионов тонн груза, время пути составляет 23-33 часа.

## XXI век
26 апреля 2007 года президент России Владимир Путин в ежегодном послании Федеральному Собранию предложил проработать вопрос создания международного консорциума для строительства второй ветки Волго-Донского канала для увеличения пропускной способности до 30 миллионов тонн, однако дальше заявления процесс не пошёл.

## Карты
- Торговые пути VIII-XI века н.э. Донскую сторону переволоки контролирует хазарская крепость Саркел.
- Переволок на карте 1562 года.
- Переволок на карте 1614 года.
- Канал «Петров вал», план постройки. 1704 год.
- Переволок (обозначен как канал) на карте Персии 1720-х годов.
- Дубовско-Качалинская конно-железная дорога на карте 1857 года.
- Волго-Донская железная дорога с станциями на карте Войска Донского 1871 года.
- Волгодонской канал. 2016 год.